# Aktha Tazi

Stato di Bihar

L'Aktha Tazi è una razza canina nativa dello Stato dell'India nord-orientale di Bihar; oggi quasi estinta, popolarmente chiamata antico cane da guerra o Cane da macellaio.
È un cane particolarmente aggressivo.